# Heliconius aristiona
Heliconius aristiona är en fjärilsart som beskrevs av William Chapman Hewitson 1852. Heliconius aristiona ingår i släktet Heliconius och familjen praktfjärilar. Inga underarter finns listade i Catalogue of Life.